# Archivio di Stato di Palermo

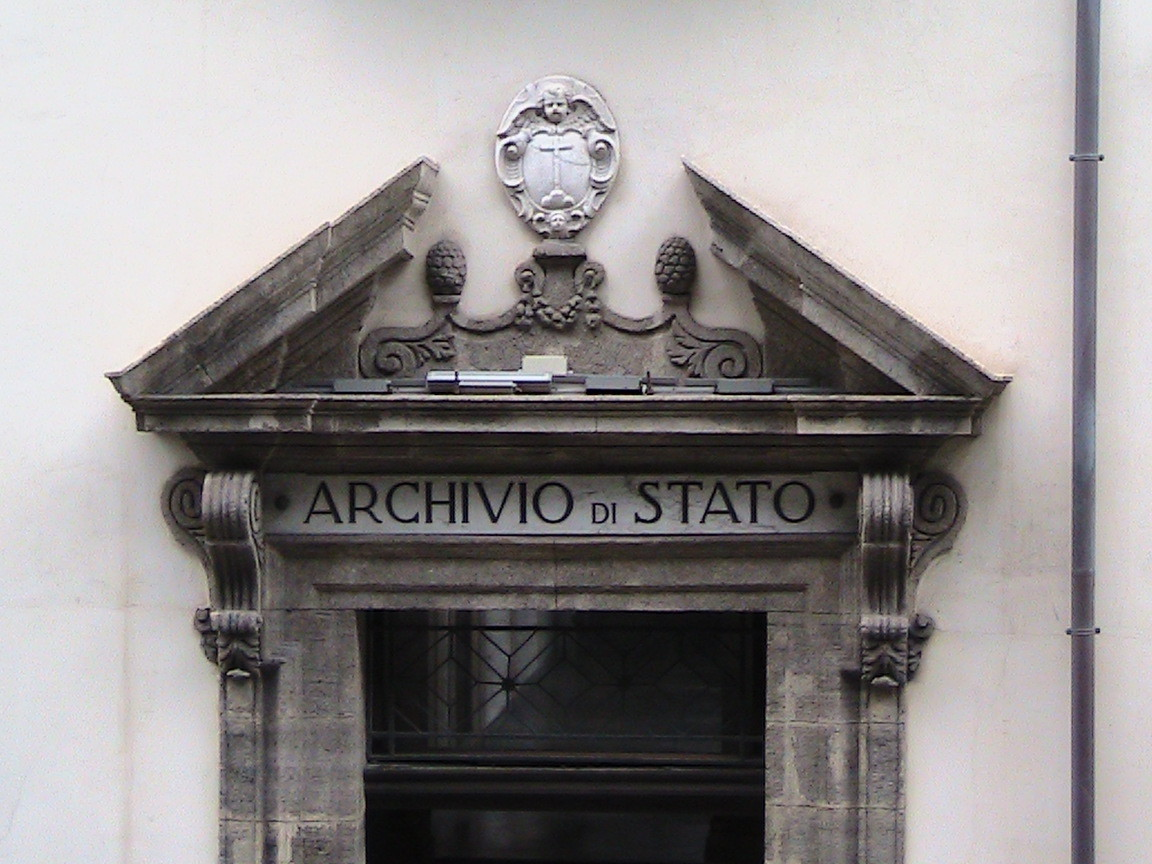
Über dem Portal ist noch das Wappen des ehemaligen Theatinerkonvents zu sehen

Das Archivio di Stato di Palermo (Staatsarchiv Palermo) ist ein italienisches Staatsarchiv in Palermo und das bedeutendste öffentliche Archiv auf der Insel Sizilien, da es die wichtigen Bestände zur präunitarischen Verwaltung verwahrt. 1814 verfügte ein königlicher Erlass die Gründung eines Archivio generale, nachdem schon seit dem ausgehenden 18. Jahrhundert das Verwaltungsschriftgut an einer Stelle gesammelt worden war. Um 1826 wurden die ersten Bestände im ehemaligen Theatinerkonvent bei Santa Maria alla Catena am Corso Vittorio Emanuele vereinigt, wo auch heute noch der Hauptsitz des Archivs ist. Seit 1843 trug das Archiv die Bezeichnung Grande Archivio. 1854 wurde die Nutzung des ehemaligen Franziskanerkonventa an der Gancia für das Archiv beschlossen, 1859 wurden die Akten der Palermitaner Notare und der des Umlandes dorthin transferiert, 84.145 Bände für den Zeitraum von 1323 bis 1853. Ein Imbreviaturbuch des ausgehenden 13. Jahrhunderts befindet sich im Archivio Storico Comunale.
Zu den für die historische Forschung wichtigen Beständen an der „Catena“ gehören die Urkundenfonds (Diplomatico), jeweils als Tabulario bezeichnet, insgesamt 6167 Dokumente. Provenienzen sind vorwiegend aufgehobene Klöster aus allen Teilen Siziliens, darunter Magione und Martorana. 2004 wurde mit der Digitalisierung begonnenen. Die bischöflichen Archive werden in der Regel noch beim Bistum geführt, Ausnahmen sind Cefalù, von dessen Archiv ein Teil im Staatsarchiv Palermo liegt, Monreale, dessen Altbestände in der Biblioteca Centrale della Regione Siciliana liegen, und Messina, dessen Archiv 1679 nach Spanien verschleppt wurde. Daneben sind die Registerbände der Real Cancelleria, die 1299 einsetzen, des Protonotaro del regno, ab 1349, des Protonotaro della camera reginale, ab 1453, sowie der Real Segreteria, ab 1611, zu nennen. Untergruppen des Bestandes der Segreteria beginnen auch früher: die Secrezia di Palermo 1397 und die Segretari del Regno 1500. Diese Aktenreihen, zusammen mehr als 11.400 Bände, sind bis in die ersten Jahrzehnte des 19. Jahrhunderts geführt worden. 117 Bände im mehrere Tausend Bände umfassenden Fond Conservatoria del registro enthalten die Akten der in Anwendung der Monarchia Sicula durchgeführten Visitationen, der Sacre regie visite. Die letzte ganz Sizilien erfassende Visitation wurde von 1741 bis 1743 von Giovanni Angelo De Ciocchis durchgeführt.
Als archivalische Irrläufer anzusehen sind die Urkunden der Humiliaten aus Cremona. Außerdem besitzt das Staatsarchiv die älteste heute noch erhaltene Handschrift der Getica des Jordanes.
Das Archiv hat außerdem eine Zweigstelle in Termini Imerese. Die Scuola di Archivistica Paleografia e Diplomatica beim Archiv ist eine der siebzehn italienischen Archivschulen. Ein Lehrstuhl für Paläographie zur Ausbildung künftiger Archivare war bereits bei der Gründung des Archivs vorgesehen worden, der erste Dozent war Salvatore Cusa. Die Soprintendenza archivistica della Sicilia, die archivfachliche Aufsichtsbehörde für das Archivwesen auf der Insel, ist ebenfalls mit dem Archiv verbunden, der Soprintendente ist zugleich Direktor des Archivs.